# Gulfstream G550
Die Gulfstream G550 ist ein zweistrahliges Geschäftsreiseflugzeug des US-amerikanischen Herstellers Gulfstream Aerospace. Es war der erste Businessjet mit einer Reichweite von über 10.000 km. Mit der G500 wurde später auch eine in den Abmessungen unveränderte Ausführung mit geringerer Tankkapazität angeboten. Von 2000 bis 2002 wurde die G550 als GV-SP bezeichnet. Auch heute noch führt die FAA die G550 als „GV-SP (G550)“ und die G500 als „GV-SP (G500)“ in ihren Zulassungslisten. Im Mai 2019 waren demnach 395 GV-SP-Maschinen in den USA registriert, davon sechs Exemplare der Variante G500. Seit der Einführung der G650 im Jahr 2012 hat Gulfstream die Produktion der G550 stetig heruntergefahren. Aber auch nach dem Auslieferungsstart der neuen G500 und G600 im Jahr 2018 wurde das 20 Jahre ältere Muster bis Juni 2021 weiterhin produziert.

## Geschichte

### GV

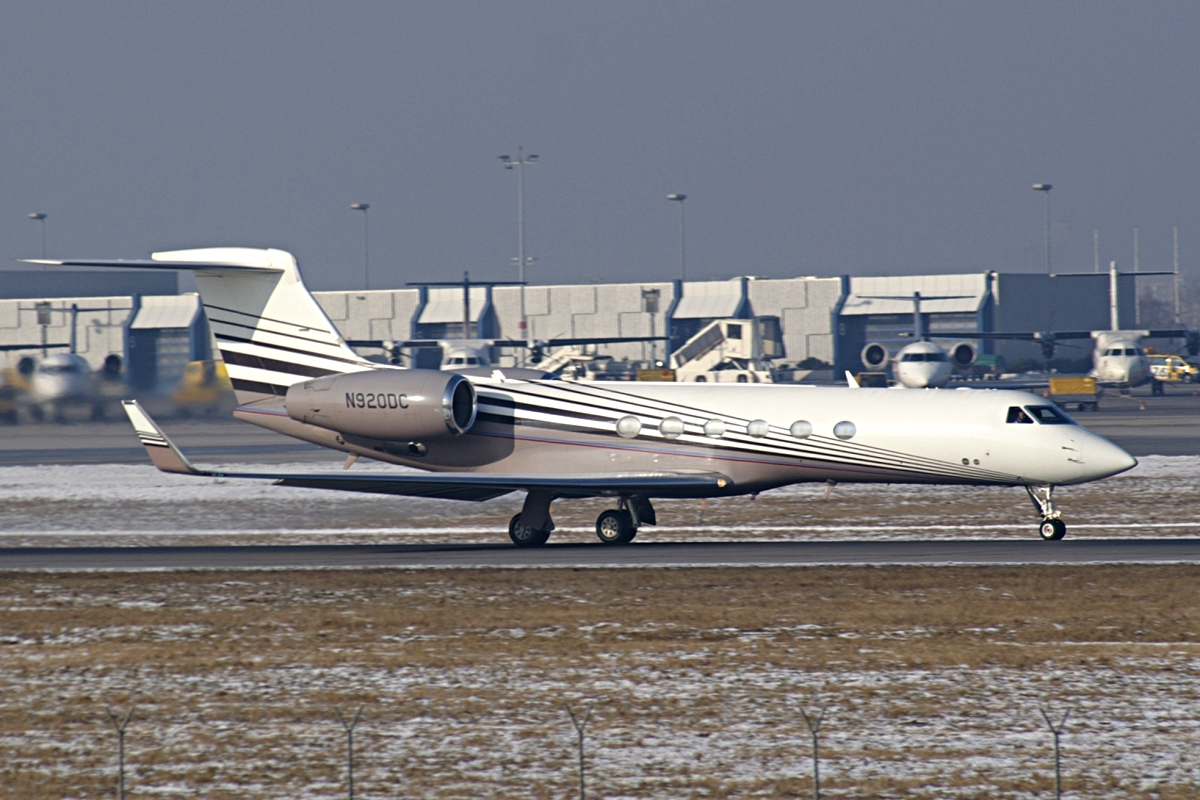
Gulfstream V der DaimlerChrysler Aviation

Der Kundenwunsch nach einer erhöhten Reichweite zur Durchführung von Interkontinentalflügen führte zu einer 1989 begonnenen Weiterentwicklung der GIV. Gulfstream stellte das daraus folgende neue GV-Programm 1992 offiziell auf der Farnborough Air Show vor. Die GV erhielt gegenüber der GIV neue Tragflächen und Triebwerke, sowie eine verlängerte Kabine und ein größeres Cockpit, was eine deutliche Leistungssteigerung erbrachte. Angetrieben von zwei Turbofan-Triebwerken des Typs BMW Rolls-Royce BR700-710A1-10 machte die GV am 28. November 1995 ihren Erstflug. Ihre FAA-Musterzulassung erhielt sie am 11. April 1997 als weiteren Anhang zu der ursprünglichen, bereits seit 1967 für die GII gültigen Zulassung A12EA.
Als Veränderungen gegenüber der G-IV werden dort genannt:
- ein etwa 15 % vergrößertes maximales Start- und Landegewicht
- die maximale Betriebshöhe steigt von 45.000 (13.700 m) auf 51.000 ft. (15.500 m)
- als Antrieb werden statt Rolls-Royce Tay nun BMW Rolls-Royce BR700 eingesetzt
- Einsatz von FADEC
- Vergrößerung der Spannweite von 74,6 ft. (22,75 m) auf 93,5 ft. (28,52 m)
- Verlängerung des Rumpfes mit einem 5 ft. (1,53 m) langen Teilstück vor dem Einstieg und einem 2 ft. (0,61 m) Teilstück hinter der Tragfläche
- etwa 30 % größere Leitwerksflächen
- Verwendung von Verbundwerkstoffen für die Steuerflächen und die Schubumkehreinrichtung

Bis September 2002 lieferte Gulfstream 193 Exemplare der GV aus. Mit der Gulfstream V wurden mehr als 80 Weltrekorde erflogen. Einige Regierungen haben die Maschine auch als Staatsflugzeuge in Verwendung.

### GV-SP
Der Mutterkonzern General Dynamics machte im Oktober 2000 öffentlich bekannt, dass Gulfstream an einer weiterentwickelten Variante der GV mit der Bezeichnung GV-SP arbeitet. Die Hauptunterschiede zur GV waren demnach die Honeywell Primus Epic Avionikkomponenten, die sich aus vier 14-Zoll-Mehrfunktionsflachbildschirmen, zwei seitlich im Cockpit angeordneten Cursor Control Devices (CCD) und drei MC-850 Mehrfunktions Steuerungsanzeigen (MCDU) zusammensetzten. Hinzu kamen Veränderungen an der Flugzeugzelle in Form von Maßnahmen zur Verringerung des Luftwiderstandes. Auch der Schub der BR700-Triebwerke konnte erhöht werden und eine Erhöhung der maximalen Abflugmasse um 227 kg erreicht werden.
Da die neuen, modular ausgelegten Avionikkomponenten wesentlich kleiner und leichter sind, konnte das Kabinenvolumen vergrößert werden. Dadurch wurde eine Verlegung des Einstiegs um 61 cm nach vorne und ein zusätzliches siebtes Fenster auf jeder Seite möglich.
Der Erstflug des Prototyps T1 der GV-SP erfolgte am 31. August 2001 und der der ersten Serienmaschine im Juli 2002.

### G550
Am 9. September 2002 kündigte Gulfstream eine neue Produktlinie sowie ein neues Bezeichnungssystem für seine Flugzeuge an. So wurden aus der GIV und GIV-SP die neuen, leicht modifizierten G300, G400 und G450. Genauso sind die mit BR710 ausgerüsteten G500 und G550 „neue und verbesserte“ GV-SP. In diesem Jahr erfolgte auch die Umbenennung der GV-SP zur G550. Die Zulassung der G550 durch die FAA erfolgte am 14. August 2003, die der G500 am 8. Dezember 2003. Die erste G550 wurde im September 2003, die erste G500 im Mai 2004 ausgeliefert.
Verglichen mit der GV-SP ist die G500 etwas leichter und hat eine geringere Tankkapazität, während die G550 geringfügig schwerer ist und eine unveränderte Tankkapazität hat. Sowohl G500 als auch G550 haben ein verbessertes Plane View Cockpit mit den Honeywell-Primus-Epic-Avionikkomponenten und vier 14-Zoll-Bildschirmen als zentrale Bestandteile. Head-up-Displays (HUD) und das auf Infrarotsensoren basierende Enhanced Vision System (EVS) gehören zur Standardausrüstung der G550 und sind für die G500 optional erhältlich. Beide Muster können mit einem IRCM-System (infra-red guided countermeasure devices) ausgestattet werden.
Bis Ende 2018 wurden 578 G550 hergestellt. Wie viele davon als G500 gebaut wurden, ist nicht bekannt. Nach rzjets.com wurde keine einzige als G500 ausgeliefert. Nach einer anderen Quelle entstanden zehn G500.

## Versionen

### Zivil
GV
Von 1995 bis 2002 gebaute Ausgangsversion
GV-SP
Weiterentwickelte Variante der GV mit längerer Innenkabine und verbesserter Avionik.
G500
wie GV-SP, aber mit geringerer Tankkapazität. Head up display und Enhanced Vision System sind optional.
G550
Umbenennung der GV-SP seit 2002
Atmosphärenforschung
Auf der Basis einer GV betreibt das US-amerikanische National Center for Atmospheric Research eine Maschine in dem HIAPER-Programm.
Die G550 bildet auch die Grundlage für das Atmosphärenforschungsflugzeug HALO.

### Militärisch

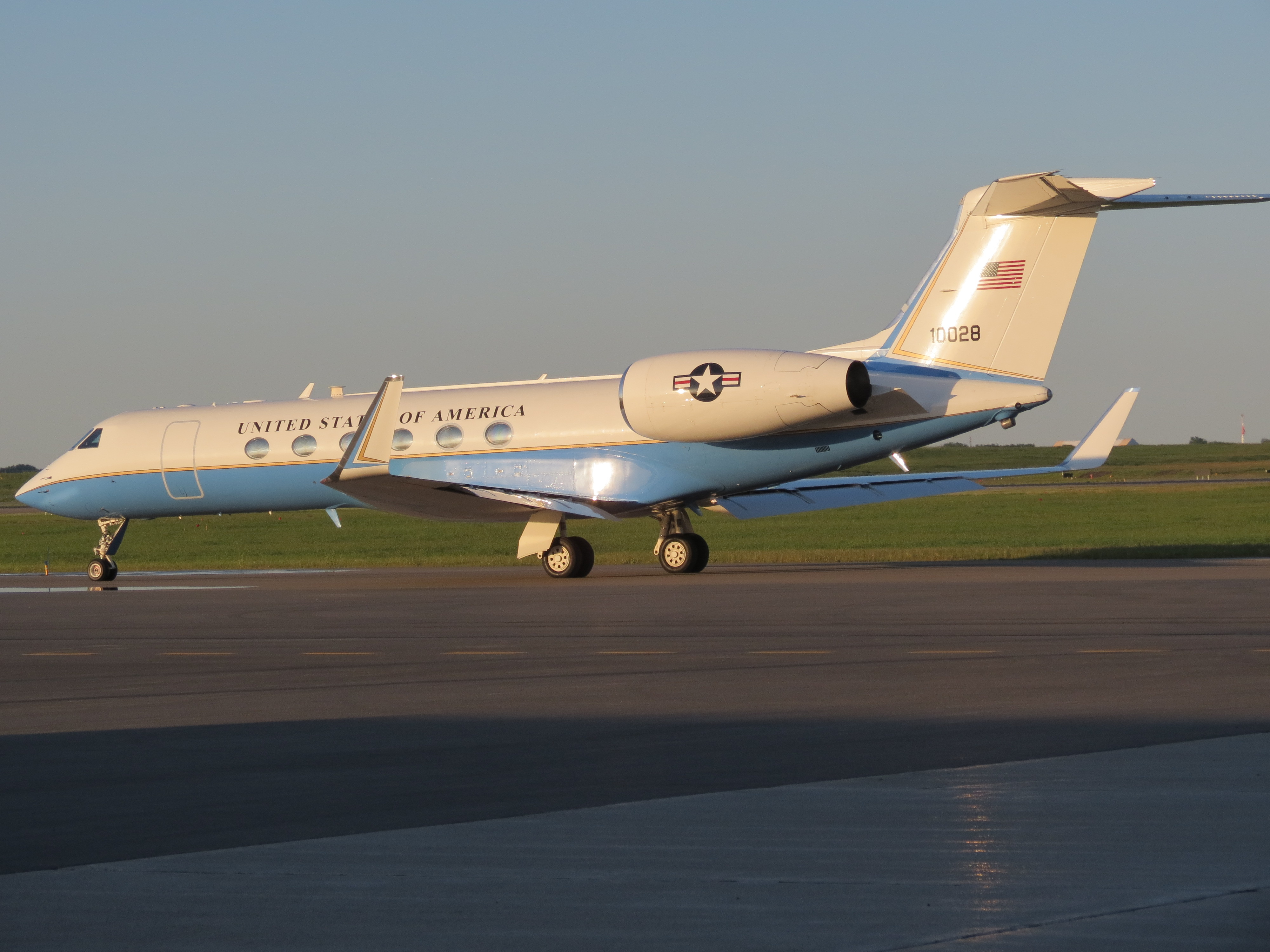
C-37A (01-0028) der USAF

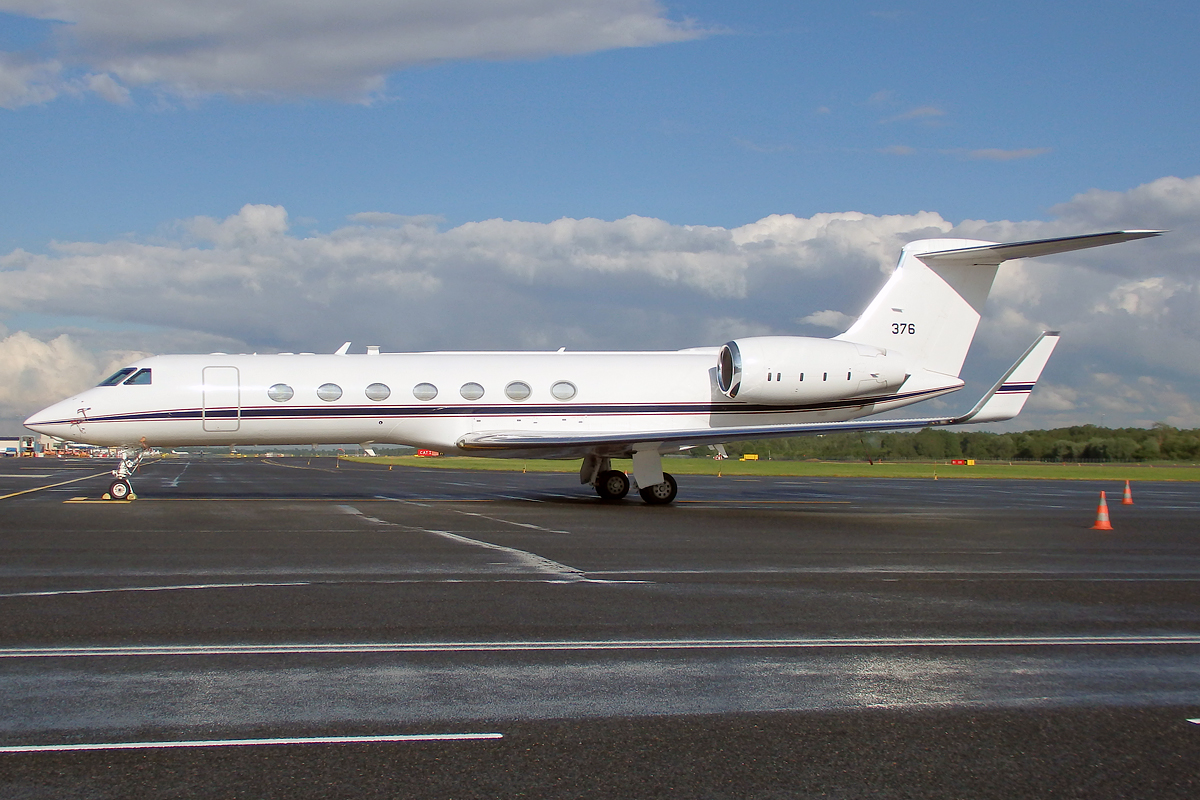
C-37B (Bureau Number 166376) der US Navy

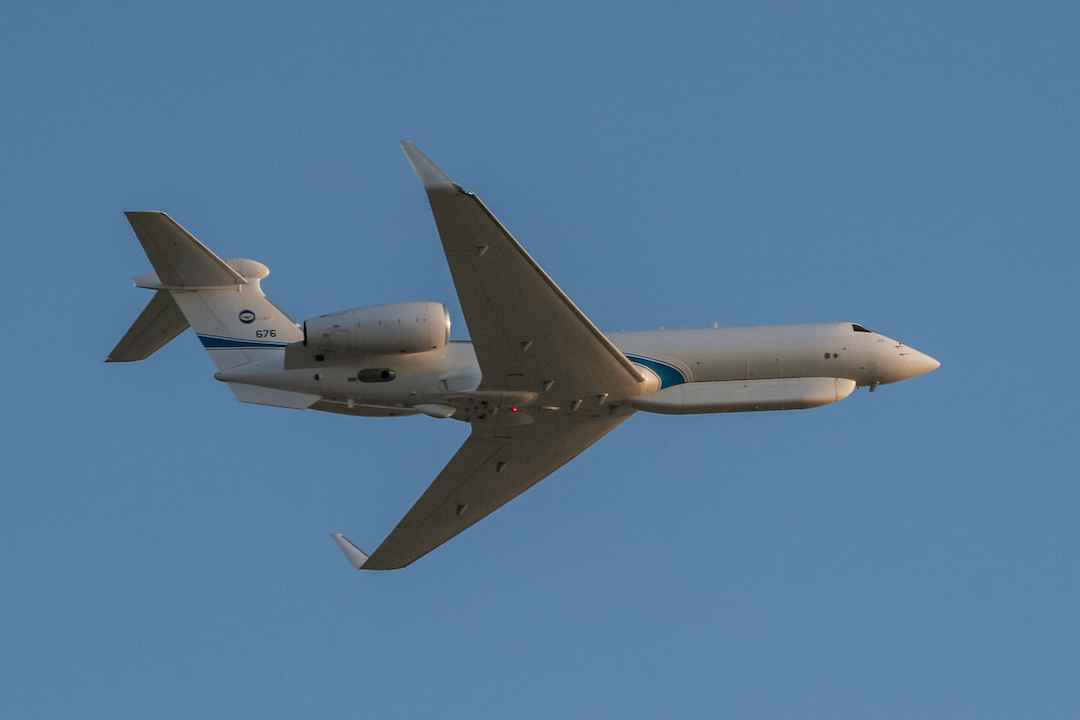
GV „SEMA“ Shavit

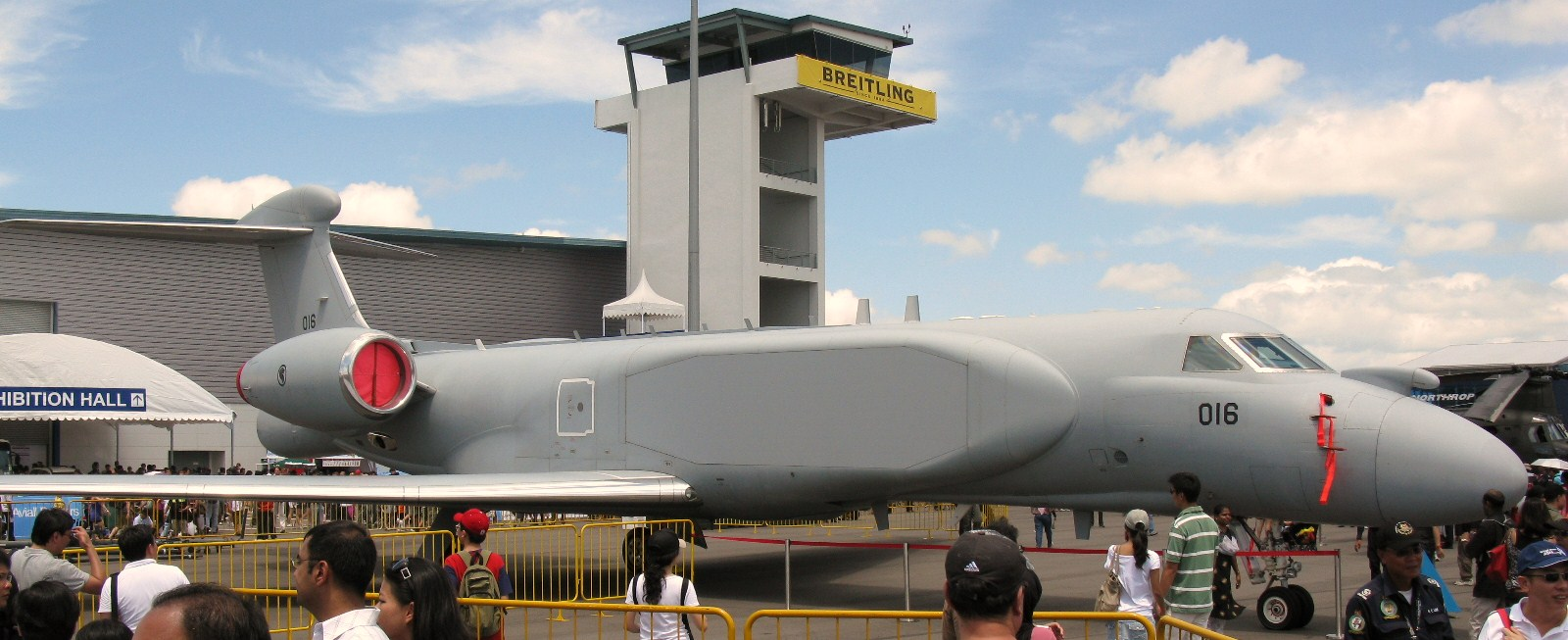
Singapurs G550 CAEW

C-37A
Die Bezeichnung der ursprünglichen Version der US-amerikanischen Streitkräfte für die Gulfstream V lautet C-37A. Die USAF verfügt seit 1998 über neun C-37A. Diese dienen als VIP-Personentransporter für Stabschefs der USAF. So ist eine fünfköpfige Besatzung zuständig für den Transport von maximal 12 Personen. Hierzu sind die C-37 mit einem System ausgerüstet, welches die sichere Kommunikation von Bild, Ton und Daten über Funk und Satellit erlaubt. Die Maschinen sind auf vier Staffeln in Andrews Air Force Base (AFB), MacDill AFB (beide USA) sowie Joint Base Pearl Harbor-Hickam in Hawaii und Chièvres Air Base in Belgien verteilt. Auch die US Navy und die US Coast Guard beschafften 2002 je eine C-37A, zwei weitere Maschinen befinden sich seit Mitte 2011 im Bestand der US Army.
C-37B
Eine modernisierte Variante der US-amerikanischen Streitkräfte war die C-37B. Die USAF beschaffte 2004 und 2020 zwei bzw. acht C-37B. Im Jahr 2005 begann die US Navy mit der Beschaffung von drei Maschinen und auch die US Army besitzt eine C-37B.
EA-37B
Die EA-37B „Compass Call“ (bis 2023 EC-37B) ist eine für die USAF entwickelte Variante, in die von L3 Harris für die Elektronische Kampfführung u. a. Geräte zur Störung gegnerischer Kommunikation integriert wurden und seit 2024 ausgeliefert wird.
NC-37B
Die NC-37B ist eine Version für die United States Navy. Sie basiert strukturell auf der G550 CAEW (siehe weiter unten), besitzt jedoch eine Missionsausrüstung für Telemetrie zum Einsatz auf der Testeinrichtungen der US Navy in Point Mugu.
RQ-37 UAV
eine nicht verwirklichte Version der G550 als Unbemanntes Luftfahrzeug
Gulfstream V SEMA (SIGINT)
Unter dem Namen „Shavit“ fliegt seit Juni 2005 eine israelische GV-Version (drei Maschinen) als Signals Intelligence (SIGINT) Plattform mit dem Elta-Elektroniksystem EL/I-3001 für die israelischen Luftstreitkräfte. Sie wird als „Special Electronic Mission Aircraft“ (SEMA) bezeichnet.
Gulfstream G550 CAEW
Die zunächst für die israelischen Luftwaffe entwickelte Version wird ebenfalls für SIGINT-Aufgaben eingesetzt und als „Conformal Airborne Early Warning“ (CAEW) bezeichnet, da seine Active-Electronically-Scanned-Array-Radarantennen nicht als separater Teller über dem Rumpf liegen, sondern aerodynamisch am Rumpf entlang angebaut sind. Die G550 CAEW ist eine von Israel Aerospace Industries (IAI) mit dem Radarsystem Elta EL/W-2085, Satellitenkommunikationssystemen, vier großen Antennen mit elektronischer Strahlschwenkung und Bedienplätzen für sechs Personen ausgestattete Version. Sie startete am 20. Mai 2006 zu ihrem Erstflug
Der erste Nutzer war die israelischen Luftwaffe, die die von ihr als „Eitam“ bezeichnete Variante im Februar 2008 im Dienst stellte und fünf Maschinen erhielt.
Vier Exemplare, die auf der israelischen Version basieren, werden von der Luftwaffe Singapurs eingesetzt. Die italienische Aeronautica Militare bestellte 2012 zunächst zwei G550 CAEW mit der lokalen Bezeichnung E-550A.
Italien hat seit März 2022 ebenfalls eine Signal Intelligence SIGINT-Version in Betrieb.
Gulfstream G550 ELINT/COMINT
Unter dem Namen „Oron“ fliegt in Israel seit 2021 eine weitere G550-Version für die Elektronische/Fernmeldeaufklärung (ELINT/COMINT) mit einem Elta AESA-Radar. Diese Variante erreichte ihre Einsatzfähigkeit 2024.
MC-55A
Die MC-55A „Peregrine“ ist eine AEW-Version der G550 von L3Harris Technologies für die Royal Australian Air Force. Das RAAF-Beschaffungsprogramm für vier Exemplare bezeichnete diese Version als Intelligence Surveillance, Reconnaissance, Electronic Warfare (ISREW)-Plattform. Die Auslieferung erfolgt ab 2025.

## Militärische Nutzer

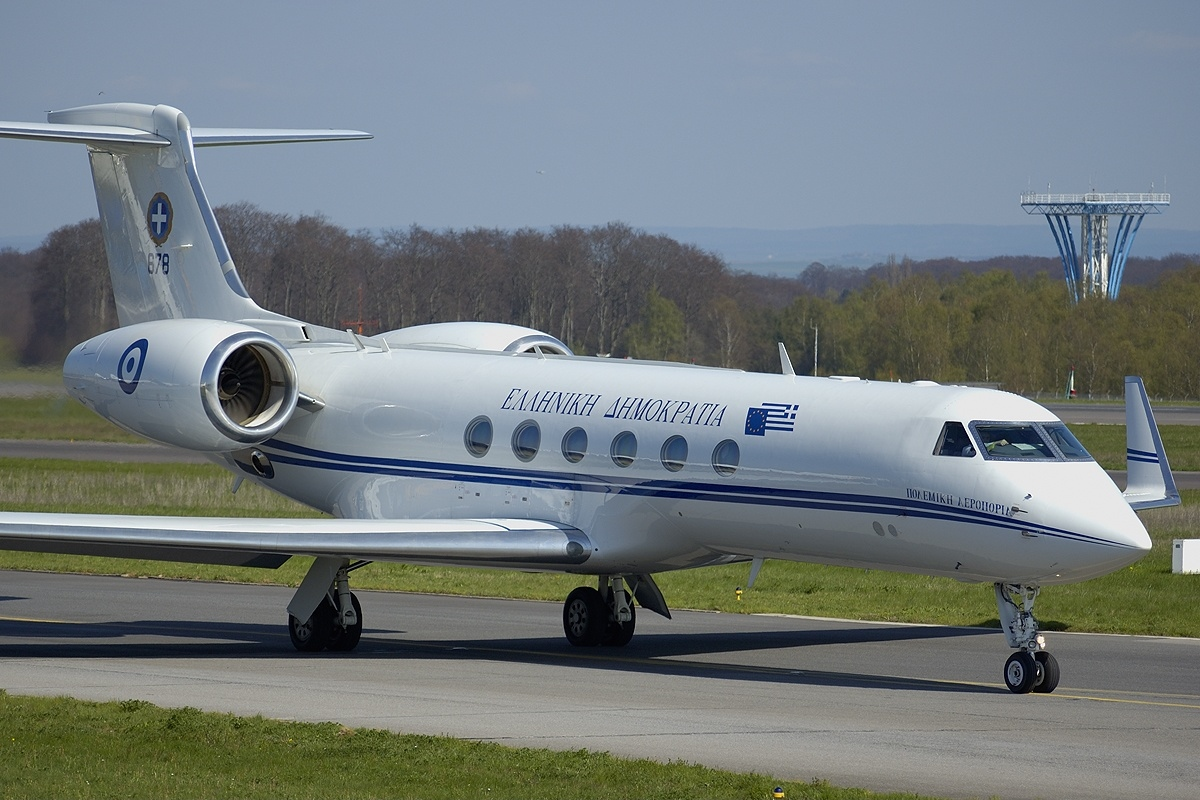
Die von der griechischen Luftwaffe betriebene GV

Australien
Royal Australian Air Force
 Griechenland
Griechische Luftstreitkräfte
 Israel
Israelische Luftstreitkräfte
 Italien
Aeronautica Militare: 4, 2 E-550A (CAEW), 2 EA-37B (EloKa), es sind weitere Maschinen in CAEW- und SIGINT-Versionen geplant
 Japan
Kaijō Hoan-chō: 2
 Kuwait
 Saudi-Arabien
 Singapur
Republic of Singapore Air Force: 4 G550 'Nachshon Shavit'
 Vereinigte Staaten
US Air Force: 20, 10 C-37B (VIP), 10 EA-37B (EloKa)
US Army; 1 C-37B (VIP)
US Navy: 4, 3 C-37B (VIP), 1 NC-37B
US Marine Corps
US Coast Guard

## Technische Daten

Gulfstream GV

| Kenngröße             | GV                                               | G500                                             | G550                                             |
| --------------------- | ------------------------------------------------ | ------------------------------------------------ | ------------------------------------------------ |
| Besatzung             | 2                                                | 2                                                | 2                                                |
| Sitzplätze            | 8 bei Standardeinrichtung, max. 19               | 8 bei Standardeinrichtung, max. 19               | 8 bei Standardeinrichtung, max. 19               |
| Länge                 | 29,39 m                                          | 29,39 m                                          | 29,39 m                                          |
| Spannweite            | 28,50 m                                          | 28,50 m                                          | 28,50 m                                          |
| Höhe                  | 7,87 m                                           | 7,87 m                                           | 7,87 m                                           |
| Flügelfläche          | 105,63 m2                                        | 105,63 m2                                        | 105,63 m2                                        |
| Flügelstreckung       | 7,7                                              | 7,7                                              | 7,7                                              |
| Leermasse             | ?                                                | 24.721 kg                                        | 24.721 kg                                        |
| max. Nutzlast         | ?                                                | 2.948 kg                                         | 2.812 kg                                         |
| max. Startmasse       | 41.050 kg                                        | 38.601 kg                                        | 41.277 kg                                        |
| max. Treibstoffmenge  | 18.827 kg                                        |                                                  | 18.733 kg                                        |
| Triebwerke            | Zwei Rolls-Royce BR710-Triebwerke mit je 68,4 kN | Zwei Rolls-Royce BR710-Triebwerke mit je 68,4 kN | Zwei Rolls-Royce BR710-Triebwerke mit je 68,4 kN |
| Höchstgeschwindigkeit | 928 km/h                                         | Mach 0,885                                       | Mach 0,885                                       |
| Reisegeschwindigkeit  | 850 km/h                                         | Mach 0,85                                        | Mach 0,85                                        |
| max. Reiseflughöhe    | 15.545 m (51.000 ft)                             | 15.545 m (51.000 ft)                             | 15.545 m (51.000 ft)                             |
| Reichweite            | 12.040 km (mit 2+8 Passagiere)                   | 10.742 km                                        | 12.501 km                                        |
| Preis                 |                                                  | 36 Mio. US-Dollar                                | 48,9 Mio. US-Dollar                              |